# スターフィールド水原
スターフィールド水原（スターフィールドスウォン）は、大韓民国京畿道水原市にある、新世界グループが運営しているショッピングモール。2024年1月24日プレオープンした。

## 周辺
- 華西駅